# Charminus camerunensis
Charminus camerunensis är en spindelart som beskrevs av Tord Tamerlan Teodor Thorell 1899. Charminus camerunensis ingår i släktet Charminus och familjen vårdnätsspindlar. Inga underarter finns listade i Catalogue of Life.